# Arrondissement Argentan
Arrondissement Argentan (fr. Arrondissement d'Argentan) je správní územní jednotka ležící v departementu Orne a regionu Normandie ve Francii. Člení se dále na 11 kantonů a 185 obcí (v květnu 2016).

## Kantony
- Argentan-1
- Argentan-2
- Athis-de-l'Orne
- Domfront (částečně)
- La Ferté-Macé (částečně)
- Flers-1 (částečně)
- Flers-2
- Magny-le-Désert (částečně)
- Rai (částečně)
- Sées (částečně)
- Vimoutiers